# 제8전투비행단 (대한민국)
제8전투비행단(第八戰鬪飛行團, 영어: ROKAF 8th Fighter Wing)은 강원특별자치도 원주시 원주비행장에 있는 대한민국 공군의 전투비행단이다. 기체는 FA-50, KA-1을 운영하고 있다. 항공지원작전단과 같이 주둔하고 있으며 원주공항을 오가는 민간 항공기가 활주로를 공용으로 사용한다.

## 개요
8전비는 한국산 경공격기 FA-50과 KA-1 등 16전비와 같이 한국산 항공기로만 구성된 전투비행단이다. 한국산 초음속 훈련기 T-50B를 운용하는 공군 특수비행팀 블랙이글스도 이곳에 자리잡고 있다.
8전비는 원산공군기지, 곡산공군기지, 황주공군기지 등 북한의 주요 공군기지로부터 전투기로 10분 이내 거리에 있어 언제든 스크램블을 할 태세를 갖춰야만 한다. 원주공군기지에서 북서쪽 230km에 황주공군기지가 있다.

## 역사
1979년 8월 1일 제8전술통제비행단으로 창설되어 1988년 8월에 현재의 이름으로 변경하였다.
2013년 4월 1일, 항공작전전대에 소속있던 제239특수비행대대 "블랙이글스"하고 항공기정비대대 예하 제239항공기정비중대가 비행단에서 분리되었다. 공군본부는 제239항공기정비중대를 대대로 증편하고, 이들을 묶어 새로운 부대인 제53특수비행전대가 편성되었다.
2019년 1월 1일, 이왕근 공군참모총장이 방문하여 원주 8전비의 FA-50 전투기에 탑승해 지휘비행을 한 바가 있다.

## 사건 및 사고
2012년 11월 15일, 원주공항을 이륙한 제239특수비행대대 소속 T-50 골든이글 항공기가 횡성군 부근에서 추락하였다. 이 사고로 김완희 소령(추서계급)이 순직하였다.

## 부대
- 단본부
- 항공작전전대
  - 제103전투비행대대
  - 제203전투비행대대
  - 제237전투비행대대
  - 제288전자전투비행대대
  - 기상대
- 작전지원전대
  - 정보통신대대
  - 수송대대
  - 보급대대
  - 전투훈련장운영대대
  - 복지대대
- 기지방호전대
  - 군사경찰대대
  - 공병대대
  - 대공방어대
  - 화생방지원대
- 항공정비전대
  - 장비정비대대
  - 항공기정비대대
    - 제103정비중대
    - 제203정비중대
    - 제237정비중대

  - 부품정비대대

## 사진

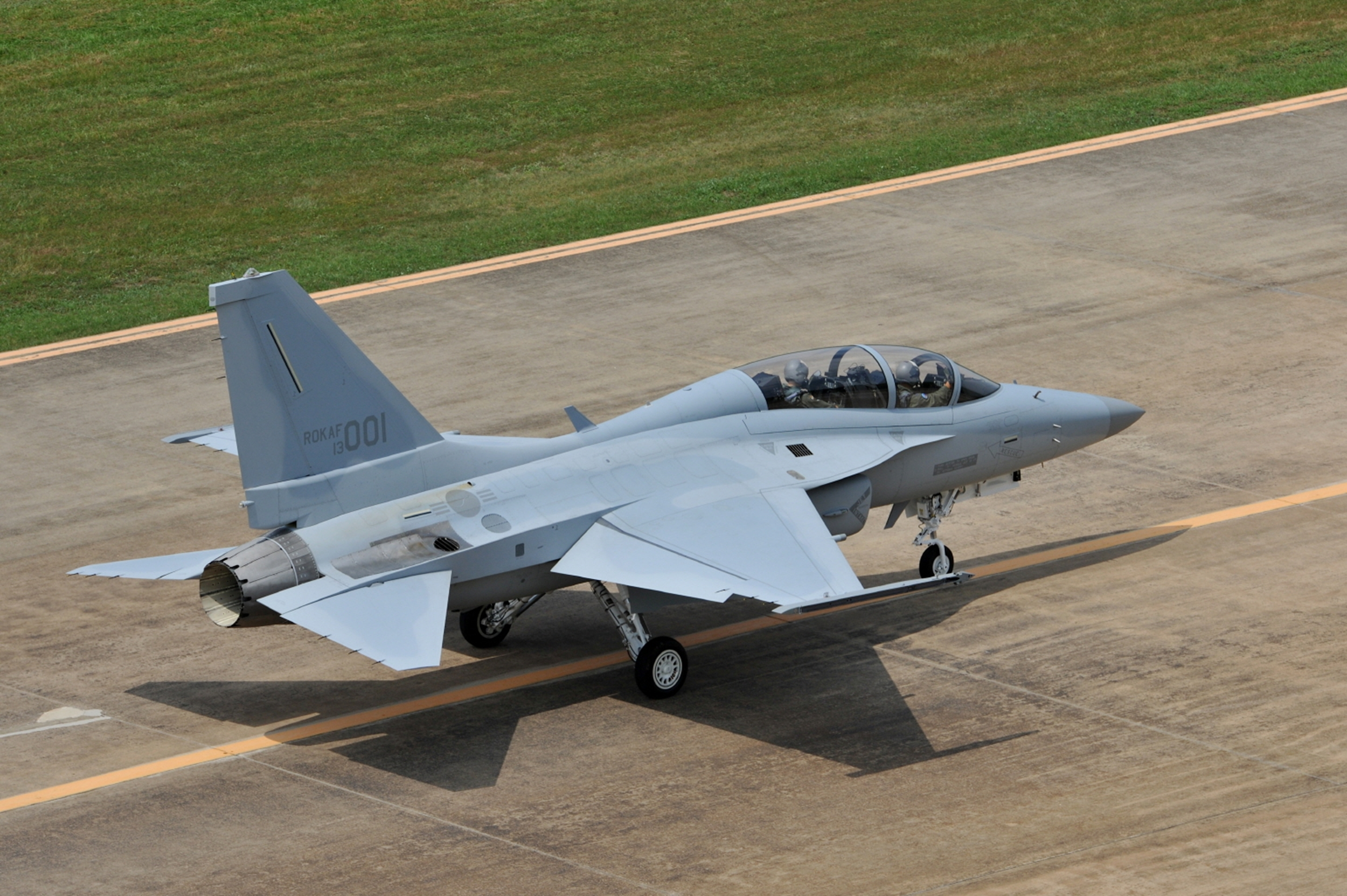
FA-50 전투기
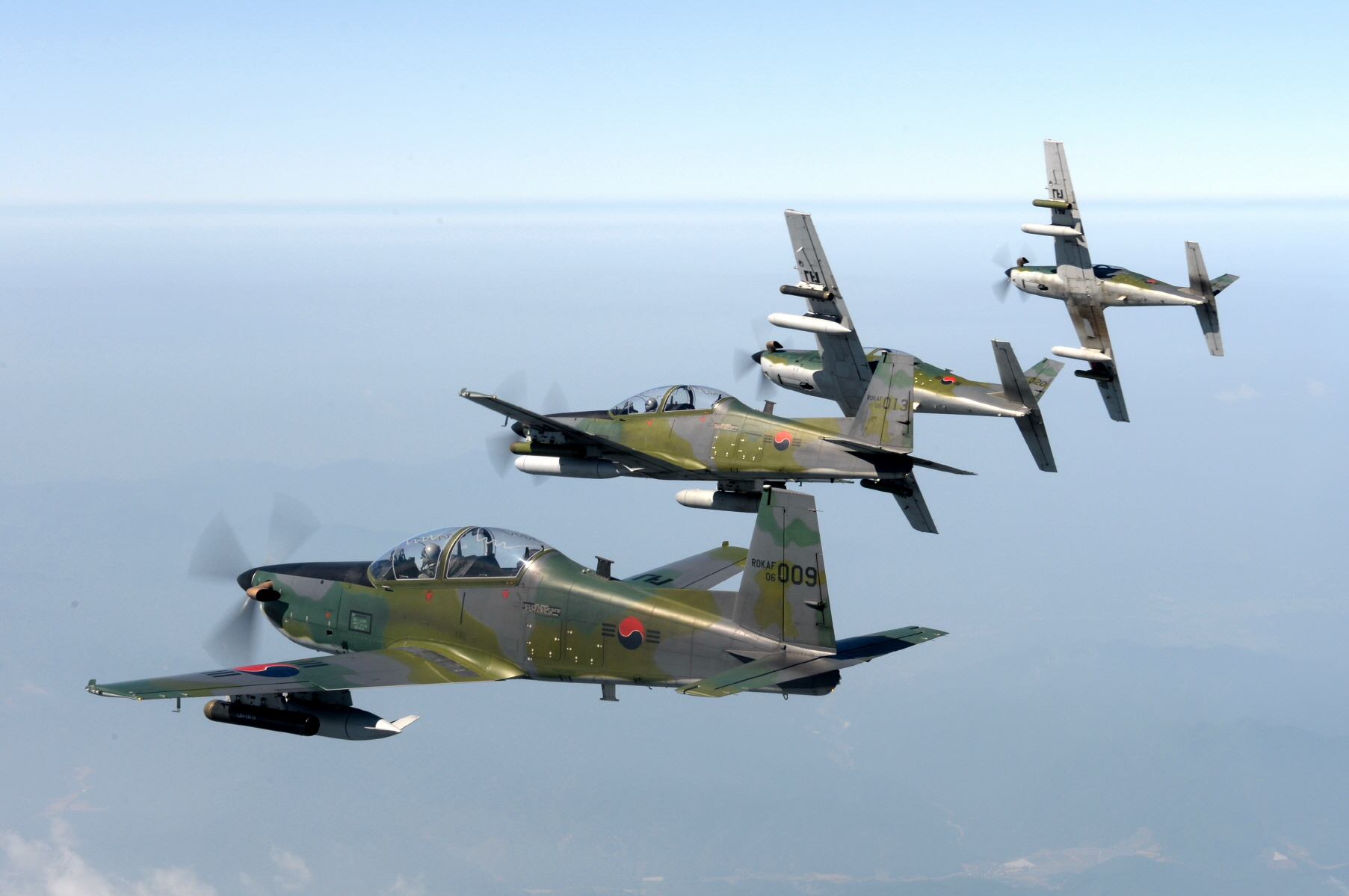
8전비의 KA-1 전술통제기
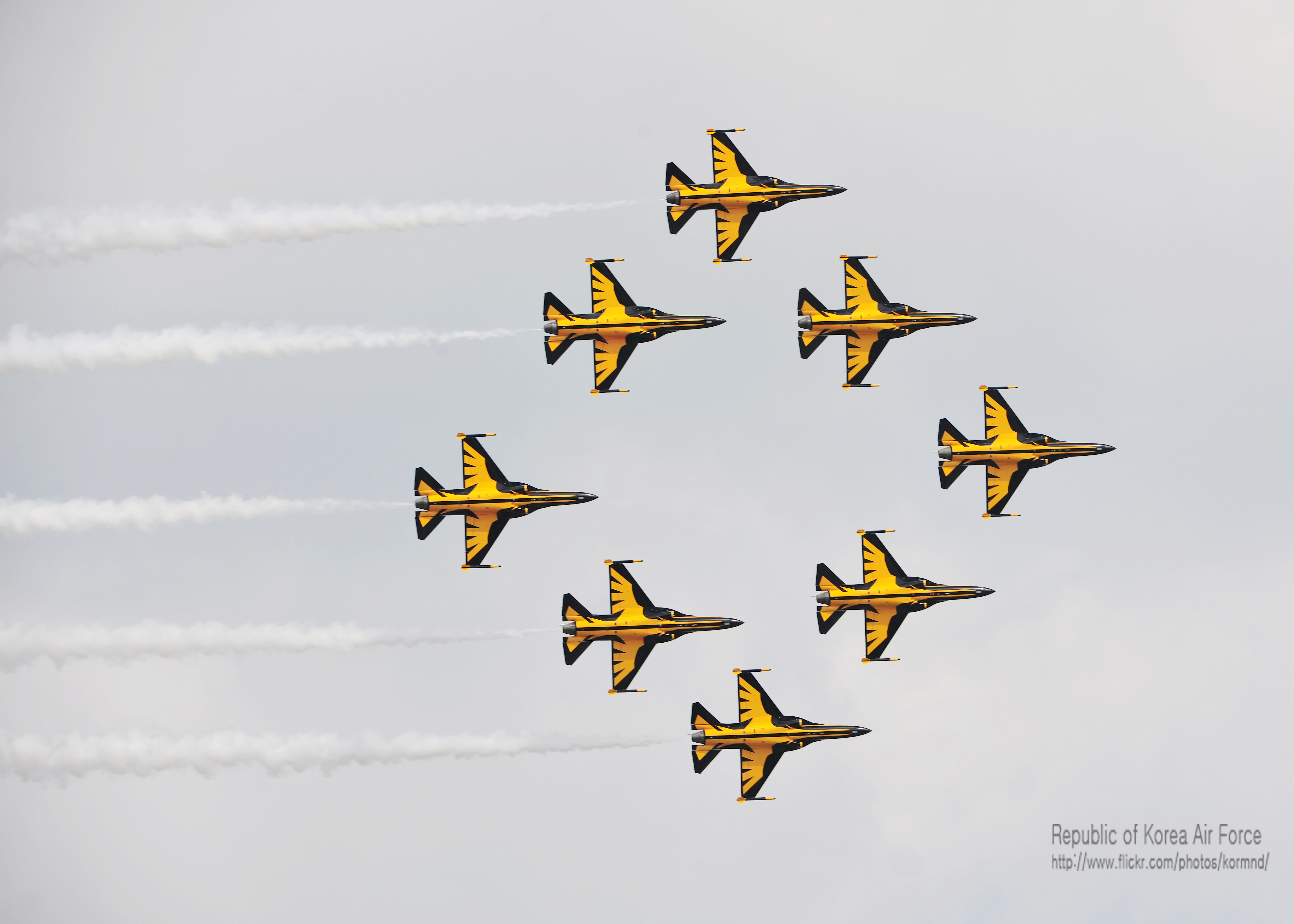
블랙이글스는 8전비와 같이 원주비행장에 있지만 공군본부 직할부대이다.

## 군가
```
(1절)
빛나는 태양처럼 젊은 우리들
조국을 내 손으로 나의 힘으로
영공방위의 눈이 되어 굳게 뭉쳐서
나라 위해 겨레 위해 하늘 지킨다

(2절)
완벽한 영공방위 우리의 자랑
샛별같은 눈동자로 백두산까지
승리만이 우리의 것 적을 무찔러
필승공군 조국통일 초석 되리라

후렴
땅에서 하늘에서 무적의 용사
멸공의 선봉이다 8전비 용사

```